# Liste der Bodendenkmale in Veltheim (Ohe)
In der Liste der Bodendenkmale in Veltheim sind die Bodendenkmale der niedersächsischen Gemeinde Veltheim (Ohe) aufgeführt. Die Quelle ist der Denkmalatlas Niedersachsen.
- Diese Liste erhebt keinen Anspruch auf Vollständigkeit.
- Die Angaben ersetzen nicht die rechtsverbindliche Auskunft der zuständigen Denkmalschutzbehörde.
- Es sind nur Daten aus dem Denkmalatlas verarbeitet.
- Der Stand der Liste ist der 6. Juni 2025.

Veltheim (Ohe) im Landkreis Wolfenbüttel

## Allgemein
In den Spalten finden sich folgende Informationen des Bodendenkmales:
| Lage         | geographische Koordinaten                                                           |
| Bezeichnung  | Bezeichnung lt. Denkmalatlas                                                        |
| Beschreibung | Beschreibung lt. Denkmalatlas                                                       |
| ID           | Objekt-ID                                                                           |
| Bild         | Bild, ggf. zusätzlich mit Link zu weiteren Fotos im Medienarchiv Wikimedia Commons. |

## Veltheim(Ohe)
| Lage                         | Bezeichnung                | Beschreibung | ID       | Bild |
| ---------------------------- | -------------------------- | --- | -------- | ---- |
| 52° 13′ 49″ N, 10° 40′ 50″ O | Veltheim(Ohe) 1, Grabhügel | Größe ca. 25 × 19 m und Höhe ca. 1 m. Oval, gleichmäßig hochgewölbt; N-S orientiert. Randbereiche im Westen fließend auslaufend, sonst deutl. abgesetzt. In abgeflachter Kuppe, Kopfstück mit seitlicher Erdablagerung. Oberfläche durch Pflanzenfurchen gestört | 28954021 | BW   |